# 3170 Dzhanibekov
3170 Dzhanibekov је астероид главног астероидног појаса чија средња удаљеност од Сунца износи 2,927 астрономских јединица (АЈ).
Апсолутна магнитуда астероида је 12,0.